# Chalybion lividum
Chalybion lividum är en biart som beskrevs av Hensen 1988. Chalybion lividum ingår i släktet Chalybion och familjen grävsteklar. Inga underarter finns listade i Catalogue of Life.